# Lijst van Waalse ministers van Ruimtelijke Ontwikkeling en Mobiliteit
Dit is een lijst van ministers van Ruimtelijke Ontwikkeling en Mobiliteit in de Waalse regering. 

## Ruimtelijke Ontwikkeling

### Lijst
| Nr. | Minister | Minister                   | Partij | Partij      | Begin             | Einde             | Regering(en)                               | Bevoegdheid                               |
| --- | -------- | -------------------------- | ------ | ----------- | ----------------- | ----------------- | ------------------------------------------ | ----------------------------------------- |
| 1   |          | Melchior Wathelet (1949)   |        | PSC         | 27 januari 1982   | 27 november 1985  | Damseaux, Dehousse II                      | Ruimtelijke Ordening                      |
| 2   |          | Albert Liénard (1938-2011) |        | PSC         | 27 november 1985  | 8 januari 1992    | Wathelet, Coëme, Anselme                   | Ruimtelijke Ordening                      |
| 3   |          | Robert Collignon (1943)    |        | PS          | 8 januari 1992    | 25 januari 1994   | Spitaels                                   | Ruimtelijke Ordening                      |
| 4   |          | André Baudson (1927-1998)  |        | PS          | 30 oktober 1993   | 20 juni 1995      | Spitaels, Collignon I                      | Ruimtelijke Ordening                      |
| 5   |          | Michel Lebrun (1949)       |        | PSC         | 20 juni 1995      | 12 juli 1999      | Collignon II                               | Ruimtelijke Ordening                      |
| 6   |          | Michel Foret (1948)        |        | PRL         | 12 juli 1999      | 19 juli 2004      | Di Rupo I, Van Cauwenberghe I              | Ruimtelijke Ordening en Stadsontwikkeling |
| 7   |          | André Antoine (1960)       |        | cdH         | 19 juli 2004      | 15 juli 2009      | Van Cauwenberghe II, Di Rupo II, Demotte I | Territoriale Ontwikkeling                 |
| 8   |          | Philippe Henry (1971)      |        | Ecolo       | 15 juli 2009      | 22 juli 2014      | Demotte II                                 | Ruimtelijke Ordening                      |
| 9   |          | Carlo Di Antonio (1962)    |        | cdH         | 22 juli 2014      | 13 september 2019 | Magnette, Borsus                           | Ruimtelijke Ordening                      |
| 10  |          | Willy Borsus (1962)        |        | MR          | 13 september 2019 | 15 juli 2024      | Di Rupo III                                | Ruimtelijke Ordening                      |
| 11  |          | François Desquesnes (1971) |        | Les Engagés | 15 juli 2024      | heden             | Dolimont                                   | Ruimtelijke Ordening                      |

## Mobiliteit

### Lijst
| Nr. | Minister | Minister                   | Partij | Partij      | Begin             | Einde             | Regering(en)                               | Bevoegdheid                      |
| --- | -------- | -------------------------- | ------ | ----------- | ----------------- | ----------------- | ------------------------------------------ | -------------------------------- |
| 1   |          | Amand Dalem (1938-2018)    |        | PSC         | 18 januari 1989   | 8 januari 1992    | Anselme                                    | Transport                        |
| 2   |          | André Baudson (1927-1998)  |        | PS          | 8 januari 1992    | 20 juni 1995      | Spitaels, Collignon I                      | Transport                        |
| 3   |          | Michel Lebrun (1949)       |        | PSC         | 20 juni 1995      | 12 juli 1999      | Collignon II                               | Transport                        |
| 4   |          | José Daras (1948)          |        | Ecolo       | 12 juli 1999      | 19 juli 2004      | Di Rupo I, Van Cauwenberghe I              | Transport en Mobiliteit          |
| 5   |          | André Antoine (1960)       |        | cdH         | 19 juli 2004      | 15 juli 2009      | Van Cauwenberghe II, Di Rupo II, Demotte I | Transport                        |
| 6   |          | Philippe Henry (1971)      |        | Ecolo       | 15 juli 2009      | 22 juli 2014      | Demotte II                                 | Mobiliteit                       |
| 7   |          | Carlo Di Antonio (1962)    |        | cdH         | 22 juli 2014      | 13 september 2019 | Magnette, Borsus                           | Mobiliteit en Transport          |
| (6) |          | Philippe Henry (1971)      |        | Ecolo       | 13 september 2019 | 15 juli 2024      | Di Rupo III                                | Mobiliteit                       |
| 8   |          | Valérie De Bue (1966)      |        | MR          | 13 september 2019 | 15 juli 2024      | Di Rupo III                                | Verkeersveiligheid               |
| 9   |          | François Desquesnes (1971) |        | Les Engagés | 15 juli 2024      | heden             | Dolimont                                   | Mobiliteit en Verkeersveiligheid |